# 中野毅
中野 毅（なかの つよし、1947年11月29日 - ）は、日本の宗教社会学者。創価大学名誉教授、国際宗教研究所顧問、日本宗教学会評議員。茨城県出身。筑波大学名誉教授の井門富二夫に師事。
宗教社会学を中心に宗教学、比較宗教学に従事。現代社会における国家と宗教の分離政策、宗教とグローバリゼーション・ナショナリズムの関係、日本占領政策と宗教の変容等、幅広く研究。

## 来歴
- 1974年、東京大学文学部西洋史学科卒業
- 1977年、筑波大学大学院地域研究研究科修士課程修了、国際学修士号取得
- 1981年、創価大学平和問題研究所客員研究員
- 1983年、筑波大学大学院哲学・思想研究科博士課程満期退学、文学修士号取得
- 1983年、創価大学比較文化研究所専任講師
- 1984年、創価大学文学部社会学科兼任講師、日本大学法学部非常勤講師（～1986
- 1986年、創価大学文学部社会学科助教授
- 1988年、オックスフォード大学オール・ソールズ・カレッジ客員研究員（～1989。B.R.Wilsonに師事。
- 1992年、創価大学文学部社会学科教授（～2018
- 1995年、桜美林大学国際学部非常勤講師（～2017
- 1997年、学習院大学非常勤講師（～2014
- 2001年、博士（文学）取得（筑波大学大学院哲学・思想研究科提出論文）、津田塾大学非常勤講師（～2002
- 2007年、学科編成に伴い創価大学文学部人間学科教授
- 2012年、東京大学文学部宗教学科・同大学院非常勤講師（～2013
- 2018年、創価大学名誉教授

## 評価
『宗教の復権』について櫻井義秀は書評で「日本における「カルト」問題研究の地平を大きく拡大した」と述べた。
　『占領改革と宗教』について、鹿児島工業高等専門学校准教授の町泰樹は書評で「「二つの戦後」「複数の戦後」というキータームを設定することで、手薄になっていた南西諸島の宗教政策にスポットを当て、日本本土で廃止された宗教団体法が持続していたことや、それによって異なる占領・戦後経験が生じていることも確認された」と評価している。また「公式／非公式の戦後世界」という概念を提唱し、戦後日本の「民主的な世俗国家という体制を「公式の戦後世界」と位置付け」「守旧派が主張する戦前回帰的主張に代表される体制を「非公式な戦後世界」」と位置付けた点を高く評価している。

## 編著書
- 『友人葬を考える - 日本における仏教と儀礼』（共編著、第三文明社） 1993
- 『占領と日本宗教』（責任編集、井門富士夫編、未来社） 1993年：第1章あとがき
- 『カトリックと創価学会』（共編著、第三文明社） 1996
- 『宗教とナショナリズム』（飯田剛史, 山中弘共編、世界思想社） 1997 ISBN 978-4-7907-0651-9 [7]
- 『比較文化とは何か - 研究方法と課題』（編著、第三文明社） 1999
- 『日本の宗教と政治 - 近現代130年の視座から』（國學院大學日本文化研究所編、阪本是丸, 藤原正信, 大原康男, 百地章共著、成文堂） 2001 ISBN 4-7923-3162-5[8]

「戦後の政教問題と宗教の政治活動」pp.150-189
- 『宗教の復権 -グローバリゼーション・カルト論争・ナショナリズム』（東京堂出版） 2002 ISBN 9784490204810
- 『戦後日本の宗教と政治』（大明堂） 2003、のち再刊（原書房） 2004　ISBN 978-4470200528
- 『占領改革と宗教』（平良直, 粟津賢太, 井上大介共編著、専修大学出版局） 2022　ISBN 9784881253731

## 翻訳
- 『現代宗教の変容』（B.R.Wilson、共訳、ヨルダン社） 1975
- 『タイム・トゥ・チャント（Time to Chant）』（B.R.Wilson & K.Dobbelare、紀伊國屋書店） 1997
- 『宗教の社会学』（B.R.Wilson、共訳、法政大学出版局） 2002、のち再刊（原書房） 2004
- 『創価学会　現在日本の模倣国家』（Levi McLaughlin、監修として、講談社）2024

## 論文

### 学位論文
- 1977年12月　「アメリカにおける政教分離概念の展開」国際学修士号取得、筑波大学大学院地域研究研究科提出
- 1982年10月　「アメリカ合衆国と宗教的少数者 - 近代社会における国家と宗教との相互関係の諸相」文学修士号取得、筑波大学大学院哲学思想研究科提出
- 2001年3月　博士（文学）号取得、筑波大学大学院哲学思想研究科提出[9]

## 学術論文
- 「現代宗教の特質と機能 - 宗教社会学の方法と実際」（『東洋学術研究 別冊』No.9） 1979
- 「ハワイ州の政教関係と法制度」（柳川啓一, 森岡清美編、東大文学部宗教学研究室、『ハワイ日系宗教の展開と現況 - ハワイ日系人宗教調査中間報告書』） 1981
- 「ハワイ日系教団の形成と変容 - 本派本願寺教団と日系コミュニティ」（『宗教研究』Vol.LV-1, No.248） 1981
- 「アメリカ社会とNSA - ハワイの場合」（『東洋学術研究 別冊 教学研究2』） 1981
- 「良心的兵役拒否と信教の自由」（『創価大学平和研究』第3号） 1981
- 「平和主義再洗礼派における教会と国家 - メノー・シモンズと非暴力無抵抗主義」（『創価大学平和研究』第4号） 1982
- 「アメリカ社会とNSA(2) - 米大陸での発展（その1）」（『東洋学術研究 別冊 教学研究4』） 1984
- 「世俗化論再考序説 - 政治と宗教との新たな出会い」（『理想』No.630） 1985
- “Buddhism, Peace and the State in Japan” （『創価大学比較文化研究』第2巻） 1984
- 「近代日本における仏教と平和」（東洋哲学研究所、『東洋学術研究 紀要』第1号） 1985
- “Buddhism and Peace in Modern Japan”（Buddhism and Leadership for Peace 創価大学平和問題研究所発行英文論文集） 1986
- 「世俗化論再考の諸問題」（東洋哲学研究所、『東洋学術研究』第25巻1号） 1986
- 「近代日本における仏教と平和」（高村忠成編、第三文明社、『平和の創造と宗教』） 1986
- 「占領と日本宗教制度の改革」（『東洋学術研究』26巻1号） 1987
- “The American Occupation and Reform of Japan’s Religious System”（Journal of Oriental Studies, Vol.26, No.1.） 1987
- “Buddhism, Peace and the State in Modern Japan”（『創価大学比較文化研究』第6巻） 1989
- 「アメリカの対日政策における宗教概念をめぐって」（『宗教法』第7号） 1989
- 「政治との交錯」（井上順孝他編、弘文堂、『新宗教事典』） 1990
- 《研究報告》オックスフォード報告（『ソシオロジカ』第14巻2号） 1990
- “New Religions and Politics in Post-war Japan”（創価大学文学部社会学会、『ソシオロジカ』第14巻2号） 1990
- 「民衆宗教と政治 - 戦後日本における新宗教の政治活動―」（文部省科研費総合研究『現代日本民衆宗教史の総合的研究報告書』） 1990
- 「アメリカの対日宗教政策の形成」（『 創価大学比較文化研究』第7号） 1990
- 「イングランド国教制の論理」（『 創価大学創立20周年記念論文集』） 1990
- “Ecumenism and Peace Movements in Postwar Japan”（Religion Today, Vol.7, No.1, King’s College, London.） 1991
- “Soka Gakkai and its Peace Movements”（Religion Today, Vol.7, No.2 King’sCollege, London.） 1992
- 「日本の宗教教団と経済活動」（『東洋学術研究』31巻1号） 1992
- 「政教分離社会とプロテスタンティズム」（井門富二夫編、大明堂、『アメリカの宗教伝統と文化』） 1992
- 「政教分離社会の展開とデノミネーショナリズム」（井門富二夫編、弘文堂、『アメリカの宗教 - USA Guide 8』） 1992
- 「アメリカの対日宗教政策の形成」（井門富二夫編、未来社、『占領と日本宗教』） 1993
- 「宗教社会学理論の展開」（井上順孝編、世界思想社、『現代日本の宗教社会学』） 1994
- 「アメリカにおける反カルト運動」（『東洋哲学研究所紀要』第10号） 1994
- 「仏教と葬儀 - 「友人葬」について」（日本キリスト教協議会（NCC）研究所、『出あい』11巻4号） 1995
- 「カルトと反カルト」（朝日新聞社、Aera Mook 11『宗教学がわかる』） 1995
- 「アメリカ合衆国およびメキシコ合衆国におけるSGI運動 - 現地調査報告(1)」（『創価大学比較文化研究』第14巻） 1996
- “The Spirit of Tolerance and Mahayana Buddhism”（The Journal of Oriental Philosophy, Vol.6） 1996
- 「アメリカ・メキシコSGI調査報告」（文部省国際科学研究費補助分担金研究報告書） 1996
- “Religion and State”（N. Tamaru & D. Reid (eds.), Religion in Japanese Culture, Kodansha International, Ltd.） 1996
- 「カルトは存在するか」（至文堂、『現代のエスプリ』No.369） 1998
- 「戦後の政教問題と宗教の政治活動」（『國學院大學日本文化研究所紀要』第84号） 1999
- 「バクティベダンタ・スワミとクリシュナ意識運動」（『創価大学比較文化研究』第16巻） 1999
- 「バクチヴェーダーンタ・スワーミーとクリシュナ意識運動」（島岩・坂田貞二編、春秋社、『聖者たちのインド』） 2000
- 「宗教研究と現象学 - 宗教現象学と現象学的社会学の相関性をめぐって」（創価大学社会学会、『ソシオロジカ』第25巻） 2001
- 「戦後の政教問題と宗教の政治活動」（國學院大學日本文化研究所編、成文堂、『日本の宗教と政治』） 2001
- 「文化闘争としてのアメリカ・カルト論争」（『宗教法』第20号） 2001
- 「カルト / セクト論争と宗教的ナショナリズム」（創価大学社会学会、『ソシオロジカ』第26巻） 2001
- 「カルト / セクト論争と現代ナショナリズム」（『東洋哲学研究所紀要』第17号） 2002
- “Anti-Cult/Sect Campaign de la religion: Momorias de la Interpretaciones actuales as New Nationalism”（Conferencia International SISR,Mexico,2001） 2003
- “Buddhism in Japan - a brief history and some features”（韓国佛子教授学会紀要 第9巻） 2003
- 「教団類型論」「B.R.ウィルソン」「宗教的ナショナリズム」ほか（井上順孝編、弘文堂、『現代宗教事典』） 2004
- 「カルト / セクト論争と宗教的ナショナリズム」（荒木美智雄編、ミネルヴァ書房、『世界の民衆宗教』） 2004
- Forms and Significance of Political Participation by Buddhists in Japan（韓国佛子教授学会紀要 第10巻） 2004
- 「国家と宗教」「ナショナリズム」「グローバル化」（棚次正和, 山中弘共編、ミネルヴァ書房、『宗教学入門』） 2005
- “Shintoism” （Encyclopedia of Sociology, Blackwell Ltd.） 2005
- 「宗教化する政治・政治化する宗教」（東京堂出版、『現代宗教2005』） 2005
- 「グローバリゼーション論の再検討と宗教問題」（『ソシオロジカ』30巻2号） 2006
- 「宗教とグローバリゼーション」（『聖学院大学総合研究所紀要』No.37） 2007
- 「9. 11同時多発テロとグローバル化」（創価大学社会学会、『ソシオロジカ』第31巻） 2007
- 「民衆宗教としての創価学会 - 社会層と国家との関係から」（『宗教と社会』第16号） 2010
- 「日本の大学における人間学 - 現代人間学考1」（創価大学人間学会、『創価人間学論集』第3号） 2010
- 「人類進化と文化の形成 - 現代人間学考2」（創価大学人間学会、『創価人間学論集』第4号） 2011
- 「近代化・世俗化・宗教 - 危機の時代からの再考察」（『宗教研究』第85巻4輯） 2012
- 「カルト」「国教・国民宗教」「祭政一致」「市民宗教」「政教一致・政教分離」（山折哲雄監修、朝倉書店、『宗教の事典』） 2012
- 「沖縄占領と宗教法人」（『宗教研究』第86巻4輯） 2013
- 「進化生物学・認知科学の発展と宗教文化 - 現代人間学考3」（『創価人間学論集』第7号） 2014
- 「戦後日本社会と創価学会運動 - 社会層と政治進出との関連で」（西山茂編、春秋社、『近現代の法華運動と在家教団』） 2014
- 「沖縄返還に伴う宗教団体の法的地位の変遷と宗教行政」（『宗教法』第33号） 2014
- 「戦後民主主義と創価学会の戒壇建立運動」（本化ネットワーク叢書3『本門戒壇論の展開』） 2015
- 「宗教的平和主義の諸類型と日本国憲法」（『ソシオロジカ』第40巻 1 - 2号） 2016
- 「忘却された戦後宗教史 - 米国・沖縄の公文書史料と現地調査から : 第76回学術大会紀要特集 : パネル : 連合国のアジア戦後処理と宗教 - 史料・現地調査からの再検討」（『宗教研究』第91号） 2018
- 「戦後宗教史と平和主義の変遷」（堀江宗正編著、東京大学出版会、『宗教と社会の戦後史』） 2019
- 「自公連立政権と創価学会」（島薗進編著、岩波書店、『政治と宗教』） 2023年
- 「政教分離制度下における創価学会の政治参加－宗教的自由の範囲と限界を考えるー」（『現代宗教2025』、公共財団法人国際宗教研究所）2025年